# Erin Wall
Erin Wall (Calgary, 4 de noviembre de 1975-Mississauga, 8 de octubre de 2020) fue una soprano canadiense.

## Biografía
Nacida en Calgary, realizó estudios musicales en notables instituciones como la Academia Musical de Vancouver y la Universidad Rice antes de convertirse en finalista de la BBC Cardiff Singer of the World competition en 2003. Acto seguido se vinculó con la Ópera lírica de Chicago durante tres temporadas. Su interpretación de Donna Anna en 2009 en el Metropolitan Opera House durante una presentación de Don Giovanni le valió un gran éxito de crítica. A partir de entonces, registró presentaciones en escenarios de Milán, París, Lima, Oslo y otras ciudades.

### Fallecimiento
Wall falleció el 8 de octubre de 2020 a los cuarenta y cuatro años, a raíz de un cáncer de mama. Antes de su muerte, se agendó su participación en marzo de 2020 en el Gran Teatro del Liceo en Barcelona, España, donde interpretaría el papel de Elsa en el montaje de la ópera Lohengrin preparada por Katharina Wagner, bisnieta del compositor Richard Wagner. Sin embargo, por la pandemia del COVID 19 debieron cancelarse este tipo de eventos.